# チョウチラ墓地
チョウチラ墓地（チョウチラぼち）は、ペルーイカ県にある墓地。古代（スペインによる征服の前）のミイラ化した人間の遺体と考古学的な遺物があり、ペルーのナスカから南に30キロメートルの位置にある。

## 歴史
この墓地は1920年代に発見されたものだが、9世紀以降は使われていなかった。600年から700年にわたる重要な墓があり、200年頃から埋葬され始めたとされる。ナスカ文化に関する考古学的な要素として重要である。墓地はワッケーロ（墓の盗掘者）により広範囲に略奪され、周辺に人間の骨や陶器を散乱させられたまま放置されていた。同様の墓地もより広範囲で損害を受けている。この地は1997年以降ペルーの法律で保護されており、観光客は2時間の古代ネクロポリスの観光のために約7アメリカドルを支払うことになっている。Poroma riverbedのそばにあり、パンアメリカンハイウェイのダート道路を通れば行くことができる。1997年、散乱していた人骨や略奪された陶器の大多数が墓に戻された。

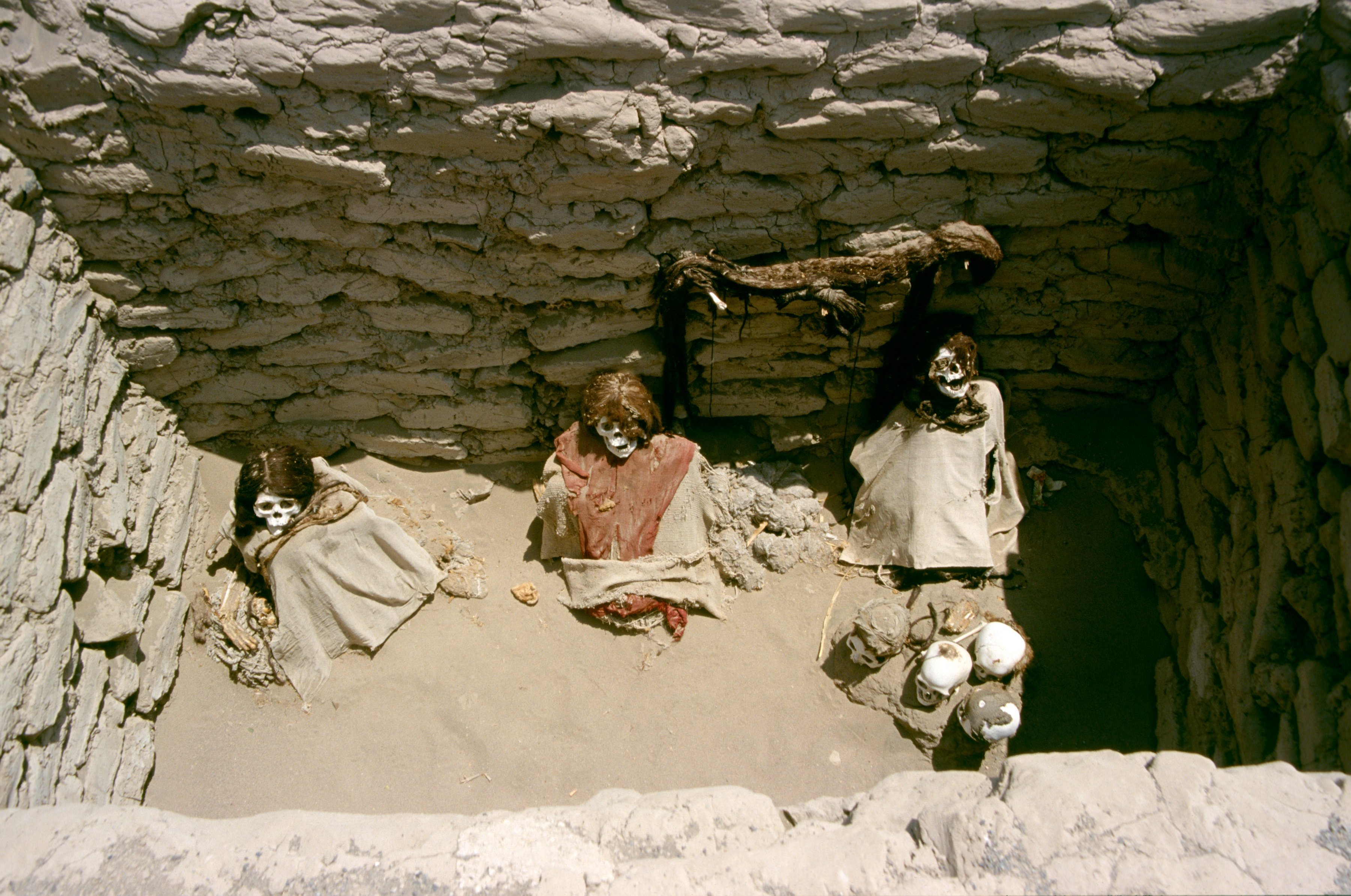
一族の墓として建設された。

## 遺体の保存
遺体は、主にセチュラ砂漠の乾燥気候により際立って保存状態がいいが、葬儀もまたその要因として寄与していた。刺繍のある木綿の衣服を着ており、樹脂が塗られ、泥レンガで作られた墓で維持されていた。樹脂が、虫を寄せ付けず、微生物による分解を抑制していたと考えられている。
近隣のEstaquería地域は、この墓地の遺体の保存状態について知る上での手掛かりになる可能性がある。その地域では、木製の柱が見つかり、当初は天文台として使われたと考えられていたが、現在では、遺体を乾燥させミイラ化させるために使われたとされる。これにより、1000年前の遺体が髪と皮膚などの軟組織の残骸が残り、高度に保存されていることについて説明される可能性がある。

## 大衆文化において
この墓地は『インディ・ジョーンズ/クリスタル・スカルの王国』において有名な場所である。作中で名前は出ないが、脚本、販促品、商品においてはっきりと識別される。
架空の墓地では、仮面を着けたナスカのガーディアンやthe barrowsで向かう地下に隠された墓室など、様々な装飾がつけられている。ナスカの谷を見渡す岬の上に建設されているものとして描写されており、有名なナスカの地上絵も作中に登場する。